# Heiligengrabe
Heiligengrabe è un comune di 4 445 abitanti del Brandeburgo, in Germania.

Appartiene al circondario (Landkreis) dell'Ostprignitz-Ruppin (targa OPR).

## Società

### Evoluzione demografica
- Sviluppo della popolazione dal 1875 entro gli attuali confini (Linea Blu: Popolazione; Linea puntata: Confronto dello sviluppo della popolazione dello stato del Brandenburgo; Sfondo grigio: Ai tempi del governo nazista; Sfondo rosso: Al tempo del governo comunista)
- Sviluppo recente della popolazione (Linea blu) e previsioni

| Anno | Abitanti |
| ---- | -------- |
| 1875 | 6 413    |
| 1890 | 6 295    |
| 1910 | 6 135    |
| 1925 | 6 314    |
| 1939 | 6 029    |
| 1950 | 9 659    |
| 1964 | 7 201    |

| Anno | Abitanti |
| ---- | -------- |
| 1971 | 6 783    |
| 1981 | 5 817    |
| 1985 | 5 624    |
| 1990 | 5 534    |
| 1995 | 5 245    |
| 2000 | 5 335    |
| 2005 | 5 087    |

| Anno | Abitanti |
| ---- | -------- |
| 2010 | 4 693    |
| 2015 | 4 441    |
| 2016 | 4 426    |
| 2017 | 4 385    |
| 2018 | 4 399    |
| 2019 | 4 370    |
| 2020 | 4 379    |

Fonti dei dati sono nel dettaglio nelle Wikimedia Commons..

## Geografia antropica

### Suddivisioni amministrative

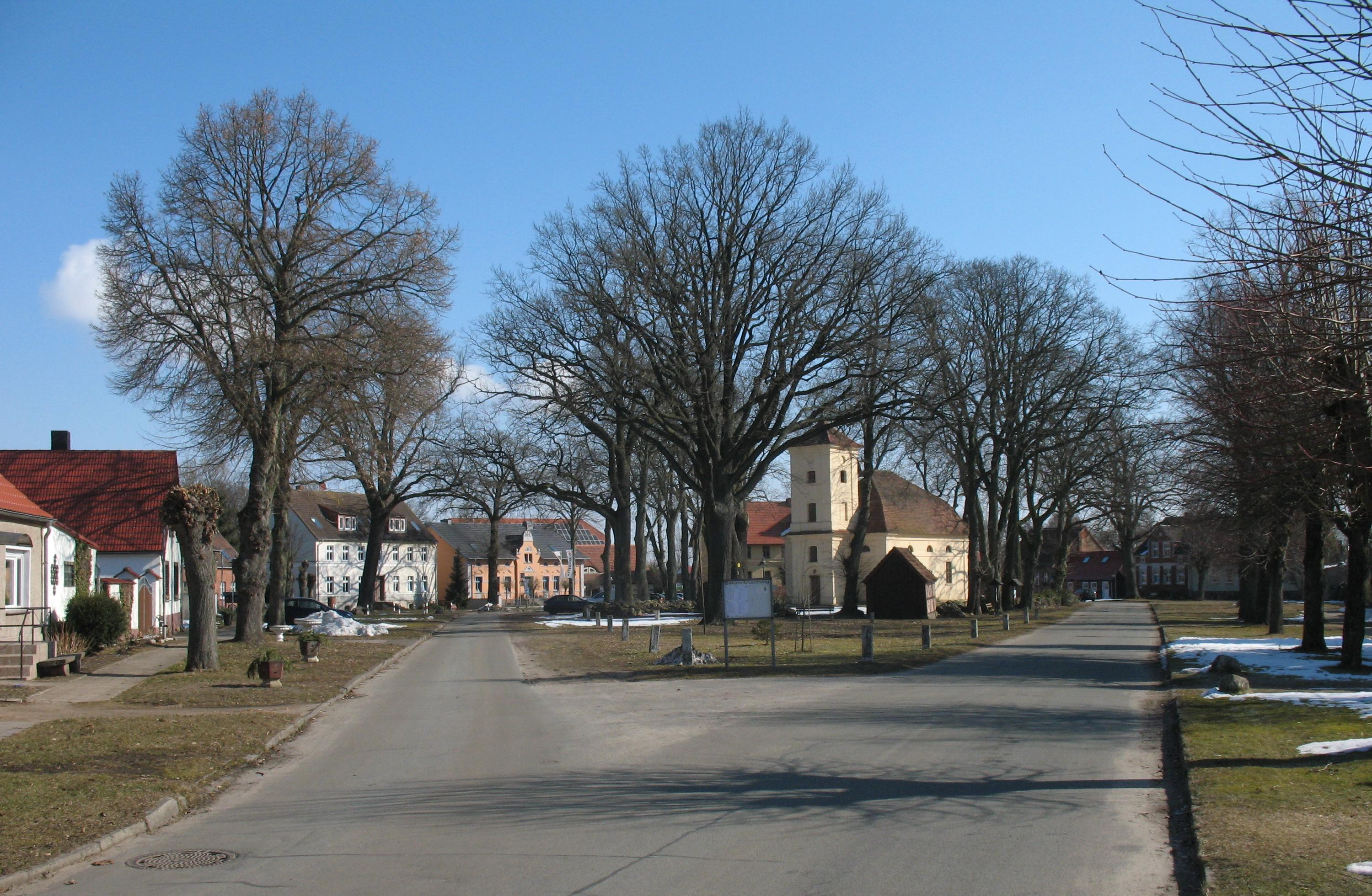
Jabel

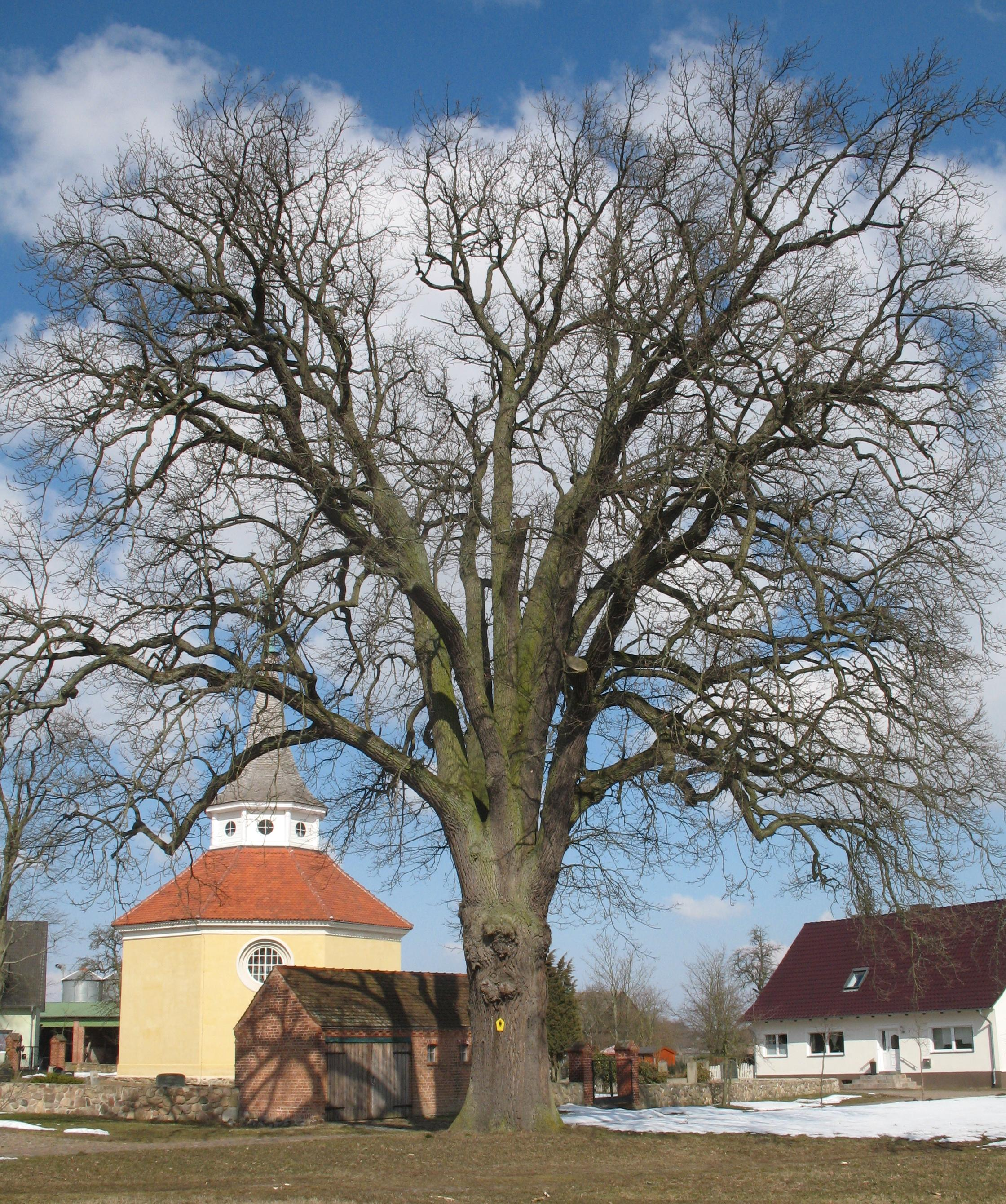
Zaatzke-Glienicke

Il territorio comunale si divide in 14 zone (Ortsteil), corrispondenti al centro abitato di Heiligengrabe e a 13 frazioni:
- Heiligengrabe (centro abitato)
- Blandikow
- Blesendorf
- Blumenthal
- Grabow
- Herzsprung
- Königsberg
- Jabel
- Liebenthal
- Maulbeerwalde
- Papenbruch
- Rosenwinkel
- Wernikow
- Zaatzke

## Amministrazione

### Gemellaggi
- Fahrenbach, dal 1992